# Radio Ritmo
Radio Ritmo es una radio comunitaria que emite desde 1991 en el 99.9 FM de Getafe. Está gestionada por la asociación cultural Taller de comunicación Radio Ritmo, y emite desde el Centro Cívico del Barrio de La Alhóndiga, de Getafe (Comunidad de Madrid).

## Historia
Aunque el proyecto se comenzó a gestar en 1986, no fue hasta 1991 cuando iniciaron sus emisiones. En 1995, participa en la creación de la Unión de Radios Libres y Comunitarias de Madrid, de la que ostenta la Vicepresidencia, y en 2009, participa también en la creación de la Red de Medios Comunitarios, de la que ostenta la Coordinadora General y Presidencia (los cargos de ambas organizaciones recaen en Miriam Meda González).